# Беркішешть
Беркішешть, Беркішешті (рум. Berchișești) — село у повіті Сучава в Румунії. Входить до складу комуни Беркішешть.
Село розташоване на відстані 343 км на північ від Бухареста, 22 км на південний захід від Сучави, 124 км на захід від Ясс.

## Населення
За даними перепису населення 2002 року у селі проживали 2154 особи. Усі жителі села рідною мовою назвали румунську.
Національний склад населення села:
| Національність | Кількість осіб | Відсоток |
| -------------- | -------------- | -------- |
| румуни         | 2102           | 97,6%    |
| цигани         | 52             | 2,4%     |